# Zabrus flavangulus
Zabrus flavangulus é uma espécie de insetos coleópteros pertencente à família Carabidae.
A autoridade científica da espécie é Chevrolat, tendo sido descrita no ano de 1840.
Trata-se de uma espécie presente no território português.